# Carmen (1814)
La balandra Carmen fue un navío que prestó servicios de transporte en la armada de las Provincias Unidas del Río de la Plata durante la guerra de independencia.

## Historia
La Carmen era un mercante de matrícula de Buenos Aires propiedad de Guillermo Pío White, uno de los principales gestores de la formación de la escuadra argentina que en la Campaña Naval de 1814 al mando de Guillermo Brown logró el dominio del Río de la Plata y aseguró la caída de la plaza realista de Montevideo en junio.
Tras ocupar la ciudad, la necesidad de enviar urgentes refuerzos militares tanto en carácter de reemplazos como en vistas a la probable ofensiva de las fuerzas de Gervasio Artigas hizo que la Carmen fuera embargada el 30 de junio de 1814. Tras trasladar tropas a Montevideo, regresó a Buenos Aires conduciendo prisioneros de guerra españoles.
En la última operación registrada, integró luego un convoy de cinco unidades de similares características escoltado por dos faluchos de guerra y una goleta.